# Фишерман, Борис Михайлович
 Фишерман Борис Михайлович (14 октября 1938, Житомир — 21 января 2023, Нюрнберг) — украинский кларнетист, педагог, дирижёр.Заслуженный работник культуры Украины.

## Биографические сведения
В 1958 году окончил Житомирское музыкальное училище (преп. В. Т. Сухомлинов), в 1968 — Казанскую консерваторию (преп. А. П. Баранцев). В 1968 — 1974 годах — солист симфонического оркестра Омской филармонии, в 1974 — 1985 годах преподаватель Житомирского культурно-просветительского училища, в 1985 — 2004 преподаватель Житомирского музыкального училища и дирижёр духового оркестра. 
Среди учеников Б. Фишермана много талантливых исполнителей и педагогов, таких как: лауреат международного конкурсов исполнителей на духовых инструментах — С. Свинцицкий (Донецк-1999 г.) — главный дирижёр эстрадно-симфонического оркестра Киевской филармонии, В. Горностай — солист Киевского гос.оркестра — лауреат респ.конкурса(Одесса-1989 г.), П. Виницкий — концертирующий кларнетист, музыкант оркестра Митрополен-опера (США), Ю.Гринах — солист Президентского оркестра (Киев), Н. Покрапивный — директор Житомирского училища культуры, В. Гнитецкий — преп. Житомирского училища культуры, И. Гринах  — солист Киевского эстрадного оркестра «Диксиленд», М. Денисюк — выпускница Киевской консерватории, Б. Фридман — выпускник Латвийской консерватории, В. Шляфман — выпускник института им. Гнесиных (Москва), Н. Полянский — преподаватель Житомирского музыкального училища, Турчинский — преп. и дирижёр оркестра (Израиль) и другие. 
Духовой оркестр под руководством Б. Фишермана дважды (1991 и 1992 г.) получал высшие призы на конкурсах духовых оркестров в Ровно, а в 1996 году на международном конкурсе «Золотые Сурмы» (Ровно) — стал Лауреатом (2 место).
С 2004 года жил в г. Нюрнберге.